# Ispánk
Ispánk é um município da Hungria, situado no condado de Vas. Tem 6,92 km² de área e sua população em 2015 foi estimada em 100 habitantes.